# The Ernies
The Ernies foi uma banda de rock alternativo de Richmond, Virgínia, Estados Unidos. A banda lançou dois álbuns em um selo independente antes de assinar com Mojo Records, lançando seu terceiro álbum intitulado Meson Ray.

## História
The Ernies foi formado em 1994 por quatro estudantes da Virginia Commonwealth University: Will Hummel, Tom Martin, Matt Goves e Hayes Smith. Hayes formou em educação musical, aprendendo a tocar saxofone e fagote, e Matt se formou no desempenho da música, com foco na percussão. Estudou Inglês, e foi especialmente influenciado pelos modernistas do início do século XX.
Os Ernies lançou seu álbum de estreia auto-intitulado em 1 de outubro de 1995. Este álbum contou com uma secção de metais de três peças que consiste em Steve Bider no saxofone alto, Stefan Demetriadis no trombone, e Hayes Smith no saxofone barítono. Em 1995, o baixista Mike Hughes se juntou à banda.[carece de fontes?]
Em 12 de maio de 1997, The Ernies lançou seu segundo álbum, Dropping Ciência. Este álbum divergiu do puro ska estilo presente em seu álbum anterior. A primeira faixa, "Jive" aborda a mudança de estilo com letras como "Nós não somos ska-core ou reggae, jazz ou funk, não estamos hip-hop ou rock ou pop" e "pacificar aqueles de vocês que precisam um rótulo, chame do que você quiser, nós sabemos que você vai chutá-la se você é capaz ". Sem Steve Bider na banda, a secção de metais em Dropping Ciência consistia apenas de Stefan Demetriadis no trombone, e Hayes Smith no saxofone barítono.

## Mojo Records
Chris Bondi se juntou à banda em 1997, tocando gira-discos e theremin. Durante a reprodução de um show em Los Angeles durante uma turnê pelos Estados Unidos, The Ernies foram descobertos por um executivo de gravadora e assinou contrato com a editora Mojo. Meson Ray foi lançado em Mojo registros em 20 de abril de 1999. Com trombonista Stefan Demetriadis não mais na banda, a única secção de metais restante para esta versão foi Hayes Smith em uma variedade de saxofones.
Um remix da canção "Motivar" apareceu durante uma cena do filme BASEketball . Esta versão da canção também apareceu na trilha sonora BASEketball , lançado pela Mojo Registros .
A canção "Here and Now" foi destaque no vídeo game Pro Skater Tony Hawk em 1999, e também tem sido destaque em vários comerciais de televisão, incluindo um anúncio para o americano programa de televisão CSI: Miami [carece de fontes?], a série de televisão australiana Dangerous,[carece de fontes?] e um reboque dos EUA de " Cowboy Bebop: The Movie (Knockin 'na porta do céu)". Em 2003 a Sony também usou a música no interior das suas lojas e em anúncios para promover Blu-ray.
Em 7 de junho de 2006, a World Wrestling Entertainment apresentava a canção "polarizada" como tema para o time "WWE vs. especial ECW : Vá para episódio Head ". Eles também usaram "Here and Now" como tema para a versão em DVD de Survivor Series 2003 .A canção organismo foi o tema de aberturaWrestling Society X As músicas "aqui e agora" e "polarizada" também são destaque em uma série de vídeos de treinamento promocionais para o 2007 de comédia. Balls of Fury, especificamente, os vídeos "Revés Punch" e "Golpe do bloco". Em meados de 2008 TGI Fridays usado "Here and Now" como uma música de fundo para uma série de comerciais de televisão.[carece de fontes?]
Hayes Smith foi um saxofonista convidado, gravando com Os Pietasters em seu álbum de 2002, intitulada Turbo. Ele agora está tocando baixo e sax para uma banda base Dallas, Texas chamado Roy Bennett.
Frontman Will Hummel atualmente trabalha como gerente de distrito para G by Guess e lançou uma Rocksteady projeto solo de estilo.
Será Hummel, Matt goves e Mike Hughes reuniu e cantou músicas Meson Ray juntos em 3 de janeiro de 2013 no The Camel em Richmond, Virginia, juntamente com Stefan Demetriadis e Chris Bondi.

## Membros
The Ernies foi formado por sete músicos, são eles:
- Will Hummel - vocal, guitarra
- Mike Hughes - baixo
- Matt Goves - bateria, percussão
- Chris Bondi (turntables, theremin)
- Hayes Smith (saxofone, vocal de apoio)
- Stefan Demetriadis (trombone)
- Steve Bider (saxofone alto)

## Discografia

### Álbuns de estúdio
| Título           | Data de lançamento | Gravadora    |
| The Ernies       | 1995               | Bob Records  |
| Dropping Science | 1997               | Bob Records  |
| Meson Ray        | 1999               | Mojo Records |